# Never Say Never (Alias)
Never say Never è il secondo album, pubblicato nel marzo 2009, del gruppo musicale AOR/hard rock Alias.

## Tracce
1. "Woman Enough" (Curci, DeMarchi, Baker, Dei Cicchi)(4:31)
2. "XTCOI" (Curci, DeMarchi, Baker, Dei Cicchi) (3:42)
3. "How Much Longer Is Forever" (Curci, DeMarchi, Ribler) (4:10)
4. "Give Me A Reason To Stay" (Diamond, Lorber) (4:36)
5. "Wild Wild One" (Curci, DeMarchi, Meissner) (4:47)
6. "Pleasure And Pain" (Baker, Dei Cicchi) (4:47)
7. "The Warden" (Curci, DeMarchi, Baker, Dei Cicchi) (5:12)
8. "Bare Necessity" (Curci, DeMarchi, Schwartz) (4:04)
9. "All I Want Is You" (Harms) (5:03)
10. "Call Of The Wild" (Curci, DeMarchi, Burgess) (5:36)
11. "Diamonds" (Curci, DeMarchi, Stewart, DeMarchi) (4:13)
12. "Play Me A Song" (Curci, DeMarchi) (2:00)
13. "We Want It All" (Curci, DeMarchi, Baker, Dei Cicchi) (5:23)

Bonus tracks:
1. "Perfect World" (Krikorian, Burtnick) (4:33)
2. "Into The Fire" (Curci, DeMarchi) (4:37)
3. "Who Do You Think You Are" (Curci, DeMarchi) (4:07)
4. "When I'm With You" (Lanni) (live acoustic version) (3:46)

## Formazione
- Freddy Curci - voce
- Steve DeMarchi - chitarra
- Larry Aberman - batteria
- Marco Mendoza - basso
- Robert O'Hearn - tastiera
- Denny DeMarchi - tastiera, cori